# Pedro Girón y Velasco
Pedro Girón y Velasco (1477/1478-Sevilla, 25 de abril de 1531), también referido en las crónicas como Pedro Girón de Velasco o simplemente Pedro Girón, fue un noble español, capitán general comunero de Valladolid nombrado por la Junta de Tordesillas, y III conde de Ureña, con Grandeza de España. Ostentó también los títulos de señor de Osuna, Tiedra, Peñafiel, Briones, Frechilla, Morón de la Frontera, Archidona, el Arahal, La Puebla de Cazalla, Gelves. Olvera, Ortejícar, Villafrechós, Gumiel de Izán, Villamayor y Santibáñez.

## Biografía

### Primeros años
Nacido en el seno de una de las familias nobles más prósperas de Castilla, era hijo de Juan Téllez-Girón, II conde de Ureña y de Leonor de la Vega Velasco y Tovar, hija de Pedro Fernández de Velasco y Manrique de Lara, II conde de Haro, hermano de Juan Téllez-Girón, el Santo y de Ana Téllez-Girón, monja abadesa del Monasterio de Santa Clara de Villafrechós, así como nieto de Pedro Girón, maestre de la Orden de Calatrava entre 1445 y 1466.

### Pretensiones al ducado de Medina Sidonia
A la muerte de su cuñado, Enrique de Guzmán, IV duque de Medina Sidonia, en 1513, Pedro Girón pretendió el ducado para su esposa, al no reconocer como sucesor al hermanastro de este, Alonso Pérez de Guzmán, alegando ser ilegítimo por haber nacido de matrimonio sin dispensa de parentesco. Girón se apoderó del feudo en un acción relámpago, pero el rey Fernando no tardó en recuperarlo y entregárselo al Guzmán, a quien pensaba casar con su nieta Ana de Aragón. Muerto el monarca, a mediados de febrero de 1516 organizó una expedición armada en dirección a Morón y Medina Sidonia. Ante la resistencia urbana gestionada por el cardenal Cisneros, regente del reino, Girón cercó la ciudad de Sanlúcar de Barrameda, pero encontró la oposición del duque de Arcos y debió retirarse. Tras esta maniobra infructuosa, las tropas de Alonso de Fonseca salieron a su encuentro y le obligaron a huir.
Jurado el nuevo monarca, Carlos I de España, Girón acudió reiteradas veces a él para que le hiciese justicia a sus pretensiones. Según el cronista Prudencio de Sandoval, en los primeros días de marzo de 1520 le protestó que no cumpliese su compromiso de determinar el litigio «acabadas las cosas de Cataluña y Valencia». La situación habría subido de tono ante las amenazas de Girón, quien por poco terminó detenido por los hombres del Consejo de la Cámara. Otro encontronazo tuvo lugar durante la apertura de las Cortes de Santiago de Compostela, a finales del mes, cuando Pedro Girón amenazó con apelar a las armas si se le negaba justicia. La respuesta que recibió del rey fue categórica: «lo pagarás, don Pedro Girón, si intentas algo contra nuestra autoridad».

### Revuelta comunera
Girón dio su apoyo a la revuelta comunera estallada en abril de 1520 presentándose voluntariamente ante la Santa Junta, reunida en Tordesillas. Participó al mando de una pequeña hueste de soldados durante la expulsión del Consejo Real de Valladolid, el 30 de septiembre de 1520, y el 1 de octubre salió al paso del cardenal Adriano de Utrecht, regente del reino, para conminarlo a que no abandonase la ciudad. El historiador Joseph Pérez lo incluye entre los comuneros «resentidos», un grupo de personas que vieron defraudadas sus ambiciones personales con la nueva monarquía de Carlos I y se unieron a la revuelta más por rencor que por convicciones políticas.

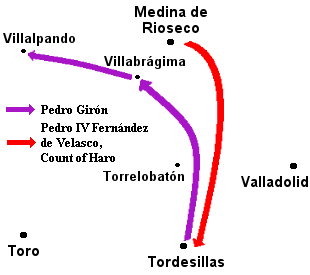
Movimiento de tropas en diciembre de 1520

Ganada su confianza, el 11 de octubre la Santa Junta informó oficialmente de su nombramiento como capitán general y un mes después, el 18 de noviembre, puso a su disposición las milicias urbanas. A pesar de que el movimiento comunero así se aquistaba la adhesión de un gran señor, con todo el prestigio que ello implicaba, la decisión no se tomó por unanimidad y terminó por provocar el desagrado entre ciertas filas rebeldes. Girón avanzó hacia a Medina de Rioseco y estableció su cuartel general en la localidad de Villabrágima, a tan solo una legua del ejército real. Inexplicablemente, el 2 de diciembre movilizó sus tropas tomando dirección hacia Villalpando, localidad del Condestable que se rindió al día siguiente sin oponer resistencia. Con este movimiento, la ruta hacia Tordesillas quedaba desprotegida, lo que fue aprovechado por el ejército real para emprendar la marcha de Tordesillas y, tras un sangriento combate, ocupar la villa que era sede de la Junta comunera el 4 de diciembre.
Las fuentes están divididas acerca de si Girón traicionó a los comuneros o simplemente incurrió en un error táctico. Fray Antonio de Guevara, contemporáneo a los sucesos, afirma haber persuadido al capitán comunero para que cambiase de bando, pero la fiabilidad histórica de su testimonio es muy cuestionable. Lo cierto es que los rumores de traición efectivamente circularon por la soldadesca y los militantes, pero la Comunidad de Valladolid —ciudad a la que se había trasladado la Junta— nunca dejó de confiar en Girón y le ofreció todo el apoyo tras la derrota.
Pese a la insistencia de ciertos procuradores de la Junta, entre ellos la del obispo Antonio de Acuña, el 15 de diciembre Girón comunicó a la Comunidad de Valladolid su dimisión del puesto de capitán general. Según el relato de Prudencio de Sandoval, se dirigió con ciertas lanzas hasta Tudela pero, como la ciudad no le quiso recibir, debió pasar a Villabáñez. El autor de la Relación del Discurso de las Comunidades, por su parte, sitúa a Girón en Peñafiel y señala su rápida conversión al bando realista:

Llegados a Valladolid, después de haber sido derrotados en Tordesillas los comuneros, dexó el cargo de capitán general Pedro Girón y se fue a Peñafiel, una villa del conde de Ureña, su padre, y después de pocos días que allí llegó se reduxo al servicio del emperador.
Relación del Discurso de las Comunidades.

No obstante, desde su deserción mantuvo un constante intercambio epistolar con la Comunidad de Valladolid y la Santa Junta. Esta misma, el 12 de enero de 1521, dio orden de que se le restituyera una cantidad de dinero que había prestado y el 5 de febrero le autorizó a sacar de Medina del Campo seis quintales de pólvora. Por su parte, informaba el 4 de abril de los movimientos enemigos realizados en Burgos por el duque de Nájera y el Condestable. Que las relaciones entre ambas partes no estaban totalmente rotas lo confirma que, tras la derrota de Villalar y la ejecución de los principales líderes, muchos comuneros llamaron a Girón para que volviese a ponerse al frente del ejército, aunque él denegó la petición. Se trataba, en cualquier caso, de una actitud ambigua y de expectación, según explicaba el regente en una carta del 23 de diciembre de 1520: «aunque según fama ha rompido con la Comunidad, hasta aquí no se ha declarado ni determinado servir con su persona y gente a vuestra alteza».

### Perdón regio
A pesar de que el monarca estuvo informado de la actitud de Pedro Girón con toda prontitud, no dio ninguna respuesta inmediata. En enero de 1521, el Almirante de Castilla atribuía a esta indeterminación regia todos los males que ocurrían en Andalucía, especialmente las rencillas banderizas de Sevilla, y el 16 de marzo volvía a insistir en que envíe el perdón para Girón por la desesperación en que se encontraba. El 11 de mayo, después de la batalla de Villalar, Girón solicitó personalmente al rey el perdón por su pasada rebeldía. El 28 de mayo le volvió a escribir para que le permita, en tanto se retrasaba su regreso, ir a Flandes en su servicio, dado que no quería estar desocupado en un momento en el que el rey necesitaba ayuda y veía lo ocupados que estaban otros.
Girón intervino en ayuda del monarca cuando, en mayo de 1521, Navarra sufrió el ataque de un poderoso ejército francés. Repelió un motín en Pamplona, ocasionado por la falta de paga, y participó personalmente en algunos enfrentamientos. Thomas Rocha afirmaba: «no está lexos el magnánimo y robustísimo Pedro Girón, a quien valentíssimamente peleando el caballo fue muerto por los contrarios, y con su braço mató a muchos franceses». En una ocasión debió acudir para liberar a su cuñado Beltrán de la Cueva, que había sido apresado, y, cercado por los franceses, ganó una escaramuza de la cual salió herido. En 1522 volvió a ponerse a punto de guerra con motivo del sitio francés a Fuenterrabía. El Condestable de Castilla, en virtud de su heroico servicio, le pidió al rey que perdonase a Girón y le hiciese alguna merced, aunque nuevamente no obtuvo respuesta.
El 6 de agosto de 1522, Girón escribió nuevamente al rey excusándose por no haber acudido al puerto de Santander a recibirle al momento de su llegada y pidiendo respetuosamente su clemencia. En esta ocasión, la respuesta fue una citación para declarar dirigida el 14 de agosto. Dos meses y medio después, era uno de los 293 exceptuados del perdón general otorgado por Carlos I el 1 de noviembre de 1522, desde Valladolid (véase: Perdón General de 1522). Según el cronista Pedro Mártir de Anglería, se había «esfumado» conociendo el talante de severidad con el que el monarca regresaba a Castilla. Su paradero durante un año y medio es incierto; probablemente, como afirma Joseph Pérez, no debió abandonar España, pues contaría con importantes protectores. Pero lo cierto es que la clemencia real no tardó en llegar. El 9 de enero de 1522, el monarca le concedió a Girón el ansiado perdón en virtud de las súplicas y servicios ofrecidos por su padre, el conde de Ureña, y por los suyos propios, en la guerra de Navarra. Le restituyó la buena fama y la honra que tenía antes de su rebelión, así como los bienes que le hubiesen sido embargados, pero a cambio debía ir, en los cuatro meses siguientes, a servirle con su persona a la ciudad de Orán, con quince lanzas a su costa, durante seis años para luchar contra los musulmanes de África. 
Se han conservado numerosas noticias de la gesta militar de Girón en Orán. Por ejemplo, aceptó de buen grado un desafío que le hizo Rifefa, capitán de los enemigos. En el día señalado salió «cubierto con un capellar de grana encima de gentil caballo», llevando consigo el número de caballeros que el capitán le había indicado, a los que mandó no salir en su ayuda, sino en caso de traición; «derribó el capellar de grana sobre las ancas del caballo» y le desafió en combate, pero el enemigo no se atrevió a enfrentarse con él a solas. Se trabó una batalla que acabó en victoria cristiana y le causó a Girón una peligrosa herida en la cabeza. También se halló en una celada tendida por los moros cerca de la ciudad de Orán, donde se defendió y animó a su gente. En Mazalquivir, con sesenta hombres de a caballo y trescientos peones, atacó de media noche a los turcos reposados en Canaster e hizo varios prisioneros, algunos de los cuales fueron llevó a su padre.   
Su destacada actuación y las gestiones de allegados llevaron a que Carlos I, por carta del 27 de marzo de 1524, le diese por libre de todo servicio en Orán y le permitiese volver a Castilla sin incurrir en pena alguna, aunque, en contrapartida, no podría salir de la casa y tierra del conde de Urueña si no fuese para ir de un lugar a otro de los suyos y tampoco entrar en la corte a diez leguas alrededor, hasta nuevo aviso.

### Últimos años y muerte
Tras el perdón, Girón se convirtió en hombre de confianza del monarca. Lo acompañó en el viaje que realizó a Sevilla y Granada, donde demostró ser muy diestro jugando, al derribar de un cañazo el caballo en el que estaba un nieto de Ruy Díaz de Rojas, el de Antequera. A la muerte de su padre Juan Téllez-Girón de las Casas, en 1528, se convierte en el III conde de Ureña, heredando el resto de los títulos: señor de Osuna, Tiedra, Peñafiel, Briones, Frechilla, Morón de la Frontera, Archidona, El Arahal, La Puebla de Cazalla, Gelves, Olvera y Ortejicar. Murió en Sevilla el 25 de abril de 1531.
Al ser una sucesión agnaticia, su hija no pudo heredar su título, y pese al pleito interpuesto, le sucedió su hermano Juan Téllez-Girón, como IV conde de Ureña. Posteriormente su sobrino, hijo de Juan, Pedro Téllez-Girón y de la Cueva se convertiría en el I duque de Osuna.

## Matrimonio y descendencia
Contrajo matrimonio, después de obtener dispensa pontificia, con su prima hermana, Mencía de Guzmán, hija de Juan Alonso de Guzmán, III duque de Medina Sidonia, y de su primera esposa, Leonor de Velasco. Tuvo únicamente una hija de su matrimonio, María Girón de Guzmán, quien casó —mediante dispensa papal y siendo la segunda esposa— con Juan Sánchez de Velasco y Tovar, I marqués de Berlanga, hijo de Íñigo Fernández de Velasco y Mendoza, condestable de Castilla y II duque de Frías, y de su esposa María de Tovar y Vivero. De este matrimonio nacieron, entre otros; Íñigo Fernández de Velasco y Tovar, condestable de Castilla y IV duque de Frías; Isabel de Tovar y Enríquez de Velasco, la primera esposa de Antonio Gómez Manrique de Mendoza y Sandoval, V conde de Castrojeriz; e Inés de Tovar y Enríquez de Velasco, casada com Jerónimo de Acevedo y Zúñiga, IV conde de Monterrey.